# Амензаде, Юсиф Аменович
Юсиф Аменович Амензаде (азерб. Yusif Əmən oğlu Əmənzadə; 18 февраля 1914, Ардебиль — 11 марта 1982, Баку) — азербайджанский советский учёный в области механики. Член-корреспондент АН АзССР (1968)

## Биография
Окончил Азербайджанский индустриальный институт (1938),
Доктор физико-математических наук (1959). Работал в Институте математики и механики АН АзССР со дня основания, заведующий отделом теории упругости.
Преподавал в Азербайджанском государственном университете, профессор (1961), заведующий кафедрой теоретической механики.
В 1972 году избран в состав Российского национального комитета по теоретической и прикладной механике

## Известные адреса
Баку, 